# Lysianassa ceratina
Lysianassa ceratina är en kräftdjursart. Lysianassa ceratina ingår i släktet Lysianassa och familjen Lysianassidae. Inga underarter finns listade i Catalogue of Life.